# Krzewiny (skała)
Krzewiny – skała w Bzowie (dzielnica Zawiercia) w województwie śląskim na Wyżynie Częstochowskiej będącej częścią Wyżyny Krakowsko-Częstochowskiej. Znajduje się w lesie za polami uprawnymi na wschód od Skały Rzędowej. Krzewiny znajdują się w odległości około 20 m od zachodnich obrzeży tego lasu.
Skała Krzewiny zbudowana jest z twardych wapieni skalistych. Ma wysokość 14 m, ściany połogie, pionowe lub przewieszone z rysami, kominami, filarami i zacięciami. Jest popularnym obiektem wspinaczki skalnej od 2017 r., kiedy to poprowadzono na niej 21 dróg wspinaczkowych o trudności od V+ do VI.6 w skali krakowskiej. Jest też jeden projekt. Część z dróg ma zamontowane stałe punkty asekuracyjne: ringi i stanowiska zjazdowe.

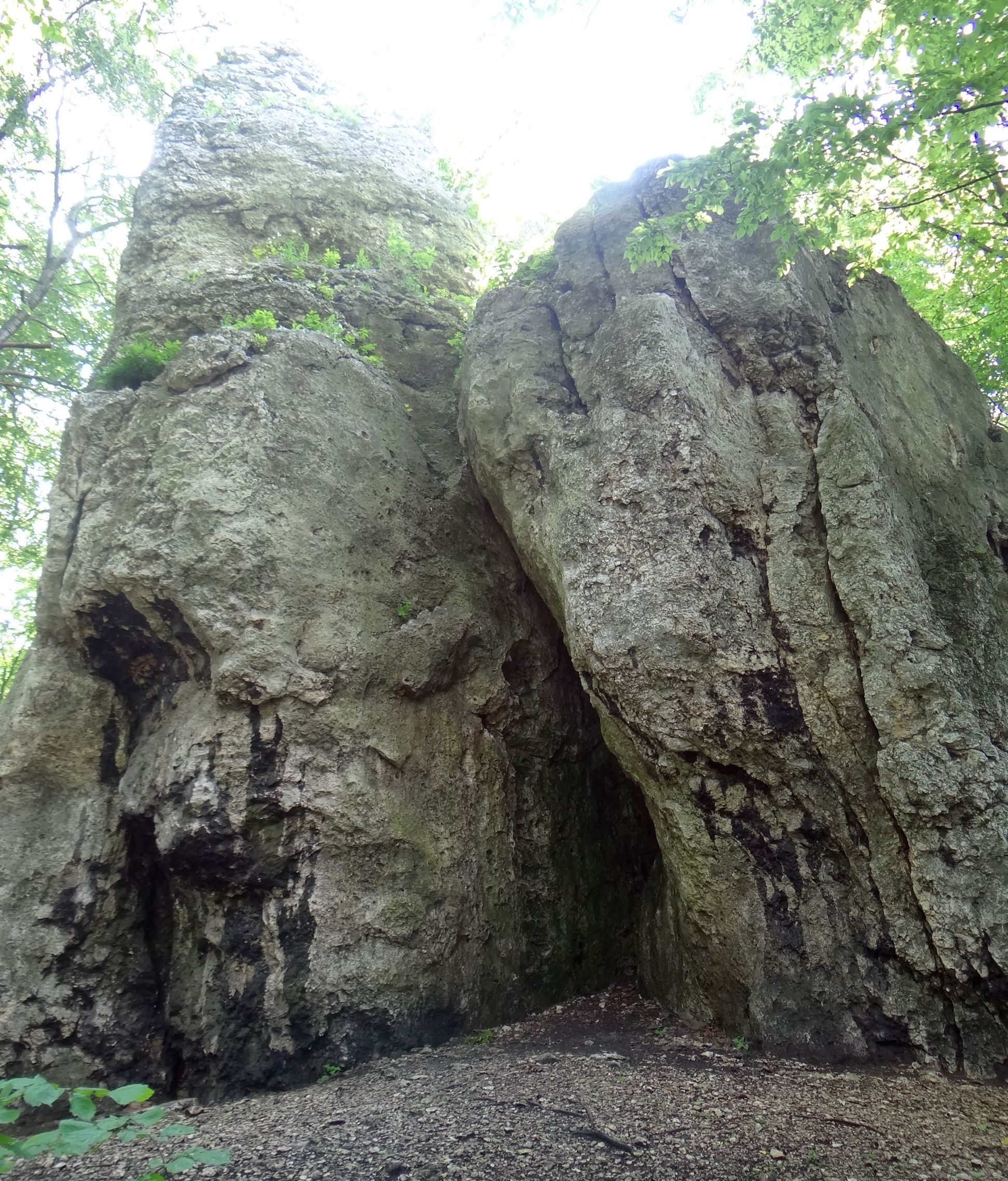
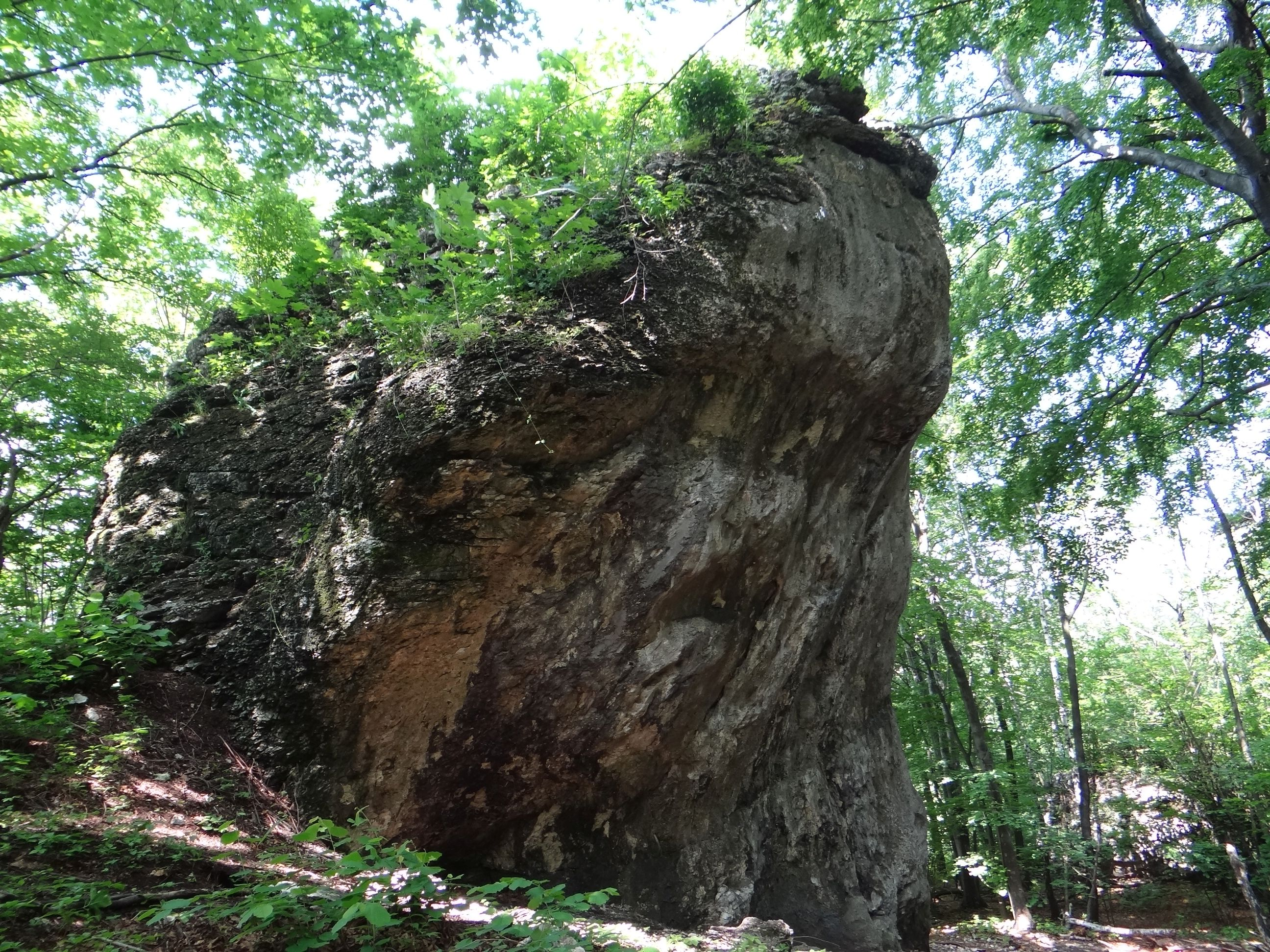
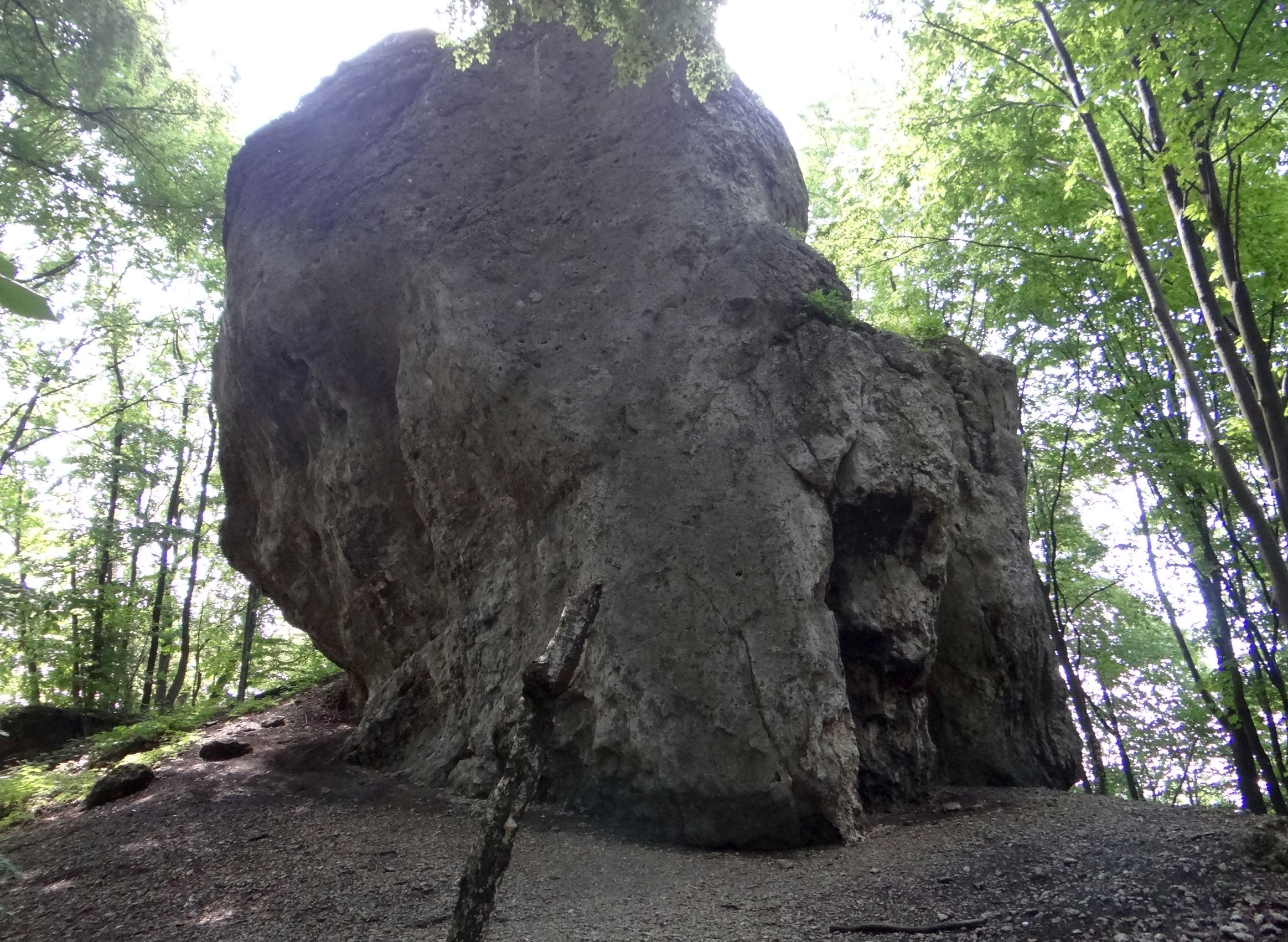
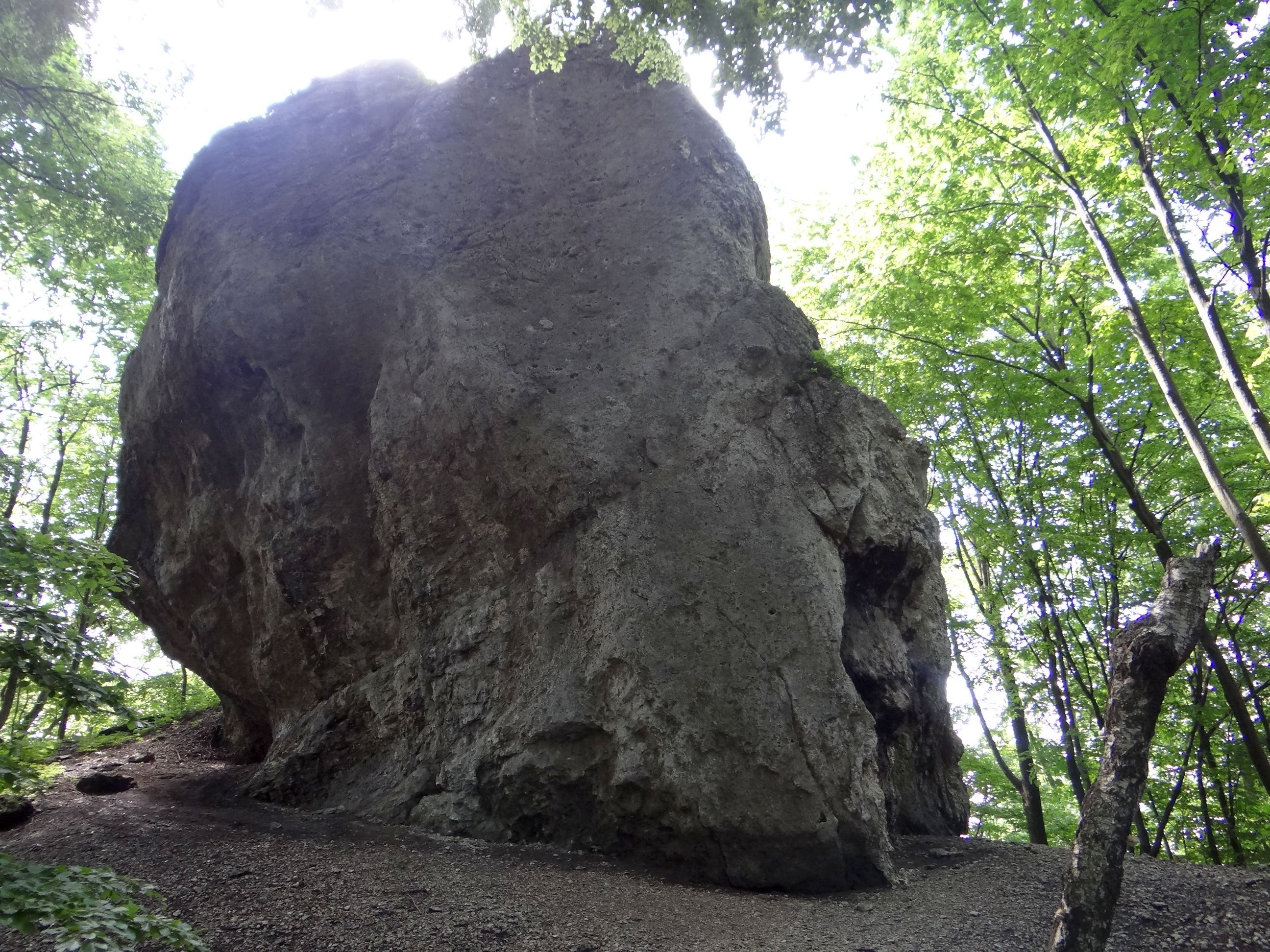
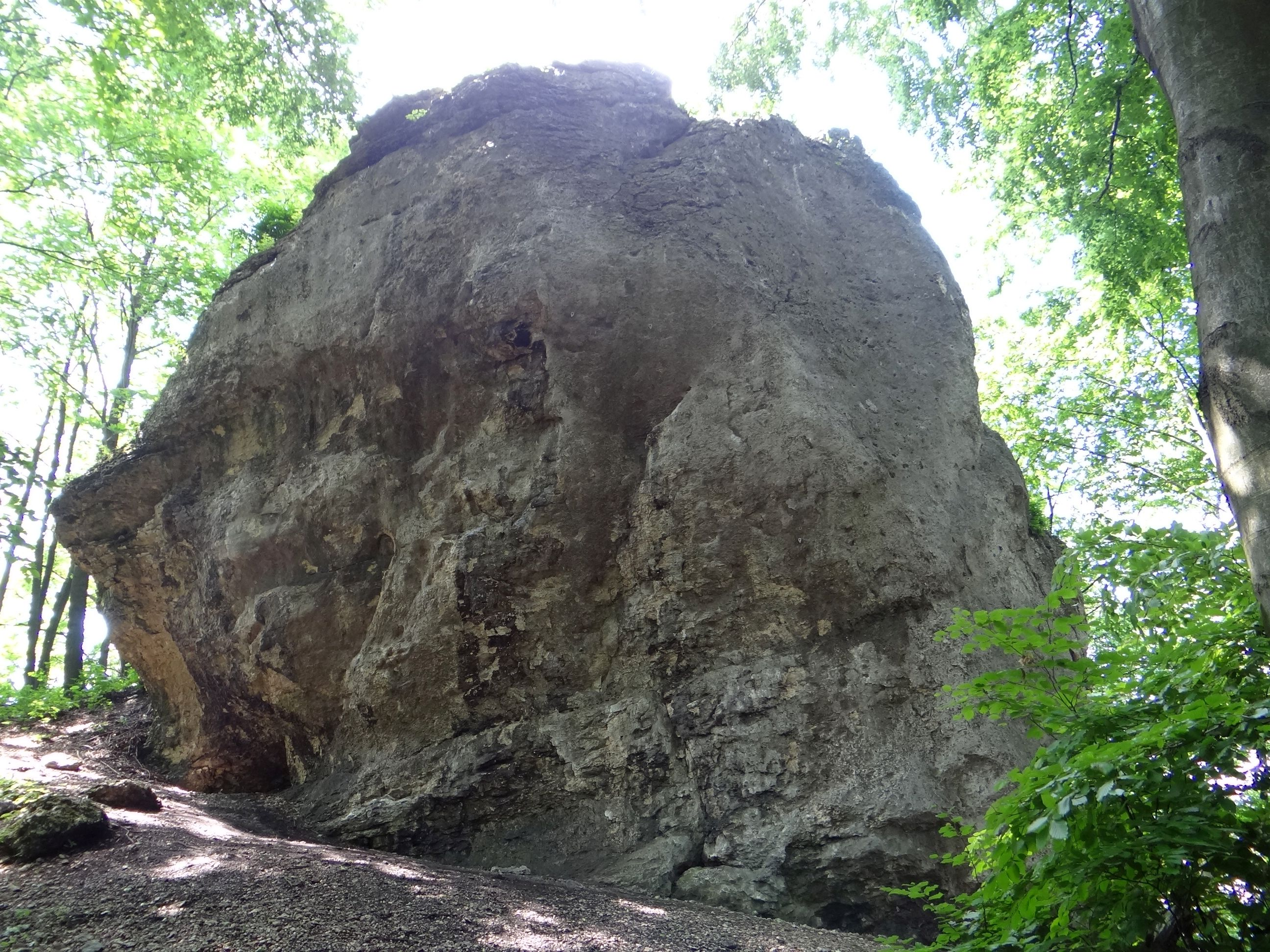
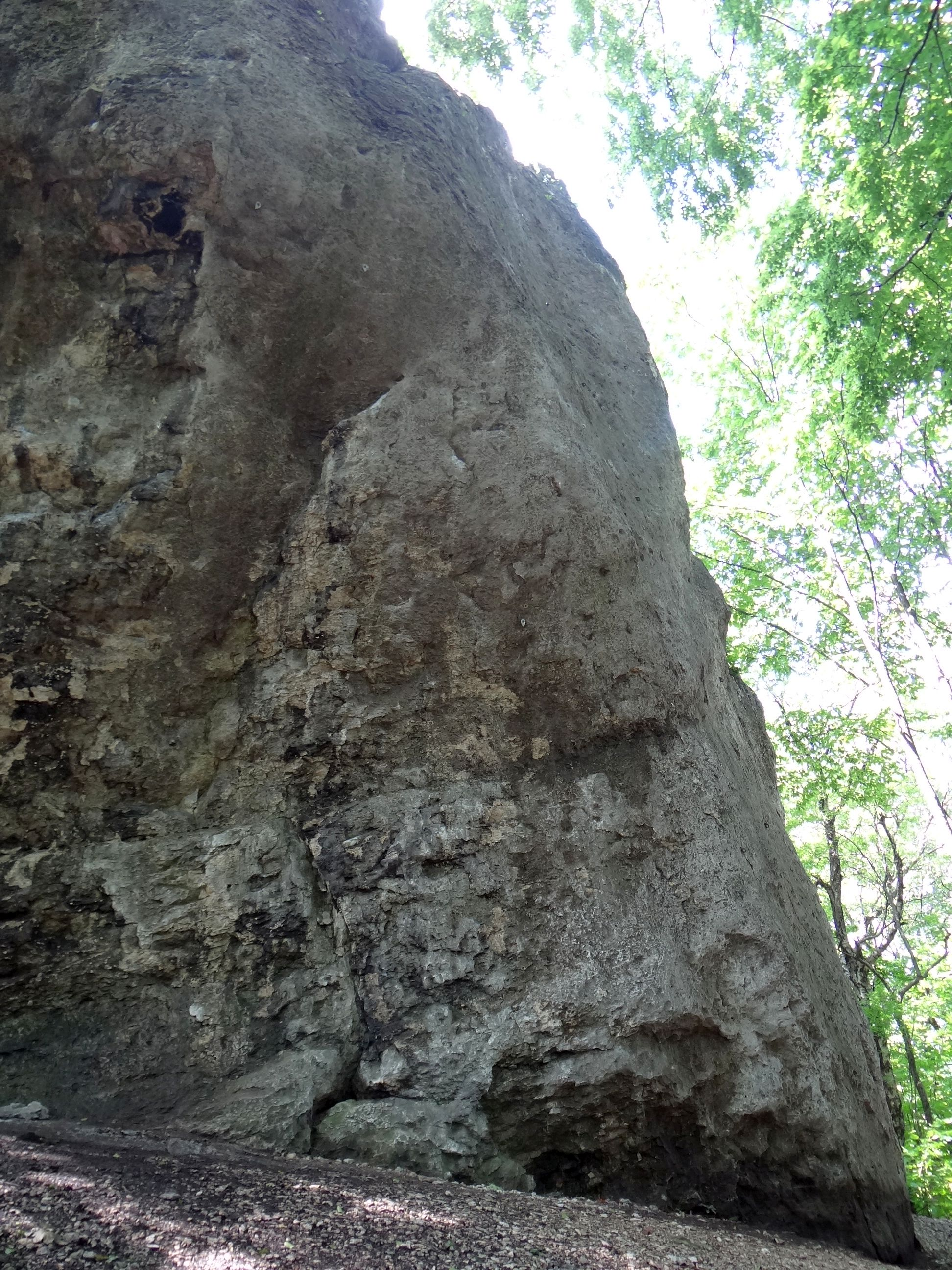

## Drogi wspinaczkowe
1. Projekt

1. Mocne postanowienie poprawy; VI.5
2. Strażak Sam; VI.5+
3. Bob budowniczy; VI.4+
4. Ruta Biruta; VI.5
5. Projekt otwarty
6. Murator; VI.3/3+
7. Dom i ogród; VI.4+
8. Cztery kąty; VI.4
9. Krzew gorejący (war. Jacka); VI.3+/4
10. Krzew gorejący (war. Waldka); VI.4/4+
11. Ptaki ciernistych krzewów; VI.3+
12. Sraka ciernistego ptaka; VI.1+
13. Łyska; VI.1
14. BulBone; VI.2
15. Wykukułka; VI.2
16. Otwieracz; VI
17. TKKF; VI.2+
18. Krzewiciel wiary; VI.3+
19. Zakrzewienie czasoprzestrzeni; VI
20. Dmuchawa; V.5
21. Mortara; VI-
22. Listonosz Pat; VI.5+/6[1].